# Промышленность Грозного
Промышленность Грозного в досоветский период была представлена, главным образом, нефтедобывающей и нефтеперерабатывающей отраслями. Эти сферы в значительной части (в некоторых отраслях до 80 %) находились в руках зарубежного капитала, среди которых были фирмы «Шелл», «Нобель», «Ойл» и другие.
В советское время вся промышленность была национализирована. В 1932 году Чеченская автономная область давала 36 % добываемой в СССР нефти. В 1980-х годах почти половина промышленных предприятий Чечно-Ингушетии (60 из 137) находилась в Грозном. Грозный давал 80,6 % всей промышленной продукции республики и на его предприятиях работало 77,9 % всех работающих в промышленности. Продукция предприятий города экспортировалась в десятки стран мира.
В результате начавшихся в 1990-е годы политических процессов и последовавших затем первой и второй чеченских войн промышленность города и республики была почти полностью уничтожена. В начале 2000-х годов началась реализация программы восстановления экономики и социальной сферы Чечни. В 2008 году 98 % объёма промышленной продукции республики давала нефтедобыча.

## Дореволюционный период
В 1885 году нефтедобыча, которая в то время осуществлялась кустарным способом, достигла 77 тысяч пудов. За серьёзное исследование грозненской нефти взялись учёные. Среди них был и выдающийся русский химик Д. И. Менделеев. Началось промышленное освоение Грозненского нефтяного района. В 1892 году было добыто 450 тысяч пудов нефти.
Для вывоза такого количества нефти существовавшая тогда транспортная сеть не была приспособлена. Первоначальные планы строительства железной дороги на Северном Кавказе не предполагали, что она пройдёт через Грозный. Однако после того, как стала очевидной перспективность грозненской нефти, необходимость строительства железной дороги через город никем не оспаривалась. 1 мая 1893 года на железнодорожную станцию Грозного прибыл первый поезд Грозный — Беслан.
Грозненская нефть привлекла внимание российских и зарубежных капиталистов. Это привело к острой конкуренции за право обладания нефтеносными участками, стремительному росту финансирования отрасли, быстрому совершенствованию технологий добычи, транспортировки и переработки нефти. Стали широко применяться паровые двигатели, канатное бурение, трубопроводы, внедрялось использование электроэнергии. К концу XX века возникли крупные нефтедобывающие и нефтеперерабатывающие предприятия. В добычу нефти в короткие сроки было вложено 25 млн рублей. Нефтедобыча достигла 40 млн пудов в год.
В этот же период начал формироваться Шейх-Мансуровский район Грозного. В 1900 году на его территории располагались четыре нефтеперерабатывающих предприятия. Одно из них — завод общества Владикавказской железной дороги — за год производил продукции на 4,8 млн рублей. На нём работало 186 рабочих. В 1902 году в Грозном впервые в России при добыче нефти применили роторный способ с промывкой.
Также развивалась промышленность по производству и обслуживанию предприятий нефтяной отрасли: чугунолитейный завод, механический, завод по производству и ремонту оборудования буровых скважин «Молот», котельно-механические мастерские. Были построены паровая и водяная мельницы, два пивоваренных завода и два завода минеральных вод.
В 1890 году население города составляло 6 тысяч человек, а по переписи 1897 года в городе проживало 15 564 человека. При этом жизнь более чем 10 тысяч человек была прямо или косвенно связана с промышленностью. Только рабочих на нефтяных промыслах работало более 2 тысяч.
Основные доходы от нефтедобычи получало Терское казачье войско, которое считалось владельцем земель возле Грозного. Сам город был беднее всех городов Терской области. В 1895 году в Грозном не было ни одной мостовой и ни одного училища.
В 1911 году были обнаружены новые залежи нефти. В Грозный устремились российские и иностранные предприниматели: Нахимовы, Ротшильды, Нобели, представители фирм Детеринга, Ватеркейна, Лианозова, Маташева. На основе вновь открытых запасов выросли новые промыслы (ныне Байсангуроский район). В 1914 году население возросло сразу на 20 тысяч человек. К 1917 году нефтедобыча достигла рекордного уровня 109,6 млн пудов в год, а вложения составили почти 142 млн рублей. В начале XIX века добычей, переработкой и транспортировкой нефти занимались многие зарубежные компании, в том числе «Standard Oil» и «Royal Dutch Shell».

## Гражданская война
После завершения Гражданской войны население города составляло 45 200 человек. Была разрушена пятая часть всего жилья. Из 358 скважин осталось всего 29 годных для эксплуатации. Добыча нефти со 109 млн пудов упала до 38 млн. Уцелело всего 10 мелких нефтеперегонных предприятий. Выход нефтепродуктов при переработке уменьшился до 10 %. В течение полутора лет продолжался нефтяной пожар на Новых промыслах. Нанесённый войной материальный ущерб был оценен в 135 млн рублей.

## Советский период

### 1920—1940-е годы
Весной 1920 года были национализированы банки, земля, фабрики, заводы и склады.
В открытых резервуарах, несмотря на боевые действия, сохранилось 3 млн тонн нефти, но вывезти её не представлялось возможным из-за разрушенной транспортной инфраструктуры: были разрушены дороги, мосты, нефтепроводы. В апреле 1920 года в город стали прибывать части Кавказской трудовой армии для восстановления транспортного сообщения и возрождения нефтяных промыслов. Её командующим был назначен И. В. Косиор.
В состав трудовой армии входили и боевые части. Они позволяли защищаться от уголовных формирований и контрреволюционных группировок, препятствовавших укреплению Советской власти. С помощью местных силовых структур и воинских частей сопротивление противников новой власти было сломлено.
22 апреля 1920 года, к 50-летию В. И. Ленина, был отправлен первый эшелон нефтепродуктов в Москву. До конца 1920 года было проведено около 90 субботников. За месяц восстановительных работы были потушены все горящие нефтепромыслы, некоторые из которых горели с осени 1917 года. К этому времени в нефтяной промышленности города трудились около 13 тысяч человек.
1 мая 1924 года за участие в борьбе с контрреволюцией и восстановление грозненской нефтяной промышленности городу был вручён Орден Красного Знамени. Грозный был вторым после Ленинграда городом страны, получившим эту высшую на тот момент награду страны.
В 1926 году вместо ударного начали внедрять вращательный способ бурения. За счёт этого скорость проходки скважин возросла в 2-3 раза. Совершенствование технологий нефтехимии позволило повысить качество бензина. Более 38 % его экспорта обеспечивала грозненская нефтеперерабатывающая промышленность. В 1928 году началась эксплуатация нефтепровода Грозный — Туапсе (длина 618 км), который снизил транспортные издержки в 2,5 раза. Был построен первый в стране парафиновый завод, что позволило отказаться от импорта этого продукта. В 1931 году предприятие «Грознефть» и 35 его лучших работников были награждены орденами Ленина.
В октябре 1937 года газета «Техника нефти» писала:
За двадцать лет Советской власти добыча нефти увеличилась в 2,8 раза… Пробурено в 1936 году 305 тысяч метров, а в 1925 году всего 64,4 тысячи метров. Скорость проходки за последние восемь лет увеличилась от 70 до 514 метров на станок в месяц… Основные фонды грозненской промышленности увеличились в 12 раз. Производительность труда по сравнению с 1927 годом возросла в 2 раза.
Доходы нефтяной промышленности позволили значительно увеличить ассигнования на строительство жилого фонда. Началось строительство многоэтажных жилых домов в центре города, было заложено здание главпочтамта, заасфальтированы все центральные улицы. В центре города почти не осталось зданий дореволюционной постройки.

### Великая Отечественная война
С началом войны промышленность города была переведена на выпуск военной продукции. 18 предприятий изготавливали миномёты различных модификаций. Работники ГрозНИИ наладили производство горючей смеси для борьбы с танками. Грозненский нефтеперерабатывающий завод № 2, благодаря разработкам ГрозНИИ, смог наладить выпуск лучших марок авиабензина, выполнить годовой план на 1,5 месяца раньше срока и увеличить выпуск продукции на 25 %. Многие нефтяники выполняли план на 200—300 %. На заводе «Красный молот» на оборудовании, которое ещё не успели эвакуировать, ремонтировали танки, бронепоезда, другую боевую технику. Нефтеперерабатыващие заводы снабжали фронт горючим и смазочными материалами. К концу года предприятия республики выпускали 90 видов военной продукции. Швейные фабрики шили одежду для солдат и офицеров. Консервные заводы увеличили выпуск овощных консервов и пищевых концентратов для Красной армии.
26 декабря 1941 года был издан Указ Верховного Совета СССР об объявлении мобилизованными до конца войны работников оборонных предприятий и предприятий, связанных с выполнением оборонных заказов. Нарушение трудовой дисциплины каралось тюремным сроком, а самовольное оставление рабочего места считалось дезертирством.
По мере приближения линии фронта производился демонтаж промышленных предприятий, буровых и добывающих установок. До конца 1941 года было демонтировано 678 эксплуатационных скважин, большинство нефтеперерабатывающих и машиностроительных объектов. Несмотря на это, за счёт интенсификации труда в 1941 году Чечено-Ингушетия добыла 3 363 тысячи тонн нефти, что превышало план на 14 %. Кроме того, стремительный рост буровых работ позволил добыть из новых скважин дополнительно 736 тысяч тонн нефти. Благодаря этому суточное производство авиабензина возросло до 3083 тонн.
В середине декабря 1941 года, после того, как было нанесено поражение фашистам под Москвой и освобождения Ростова-на-Дону демонтаж нефтяной промышленности был прекращён. К 1 декабря 1941 года более половины работников нефтяной промышленности республики стали ударниками и стахановцами. Более 250 работников нефтяной промышленности в феврале 1942 года были награждены орденами и медалями.
В 1943 году лидирующие места и переходящее Красное знамя ВЦСПС НКН СССР завоевали конторы бурения трестов «Октябрьнефть» «Старогрознефть» и «Малгобекнефть». В конце 1943 года бригада треста «Грознефтестроя» во Всесоюзной социалистическом соперничестве завоевало первое место среди строительных организации Наркомнефти СССР и получила Красное знамя ГКО СССР.
Грозный занял второе место в стране по нефтедобыче после Баку, практически равное по нефтепереработке и первое по производству авиационного бензина. В 1941 году в СССР было добыто 31 млн тонн нефти, из них 23 — в Азербайджане, 4 млн тонн — в Чечено-Ингушетии, а остальное — на мелких месторождениях СССР. В Грозном перерабатывалась не только нефть, добытая в республике, но и поставляемая из других регионов, в том числе и Баку. При этом привозная нефть перерабатывалась в бензин А-76 для автотранспорта, а для выработки авиабензина использовалась исключительно нефть добытая в республике. Практически вся истребительная авиация СССР использовала грозненский авиабензин.
1 января 1943 года советские войска перешли в наступление. Противнику стало ясно, что взять Грозный не удастся и 10-15 октября 1942 года были предприняты массированные бомбардировки города. Пожары были потушены в течение нескольких дней. 49 пожарных за героические действия были представлены к правительственным наградам. Вскоре была возобновлена работа промышленных объектов. В память о подвигах грозненских пожарных в эти дни в Шейх-Мансуровском районе города после войны был установлен памятник работы Р. И. Мамилова.
3 января 1943 года территория республики была полностью очищена от фашистов. Сразу же началось восстановление промышленного потенциала города. В 1944—1945 годах была восстановлена бо́льшая часть нефтепромыслов демонтированных для эвакуации и промышленных предприятий. За годы войны грозненцы добыли более 5 млн тонн нефти, а заводы выработали миллионы тонн нефтепродуктов. В 1944 году был достигнут довоенный уровень развития энергетического хозяйства. Грозненские нефтяники также оказывали помощь буровикам Малгобека в восстановлении его нефтяного хозяйства.
В 1944 году чеченцы и ингуши были депортированы. Это практически не отразилась на развитии Грозного, потому что основное население города не относилось к депортированным национальностям.

### 1945—1980-е годы
В 1949 году был достигнут довоенный уровень производства. Темпы промышленного роста в 1945—1956 годах опережали показатели 1930-х годов. В 1951—1955 годах было построено 23 новых предприятия. Большинство старых заводов было реконструировано и оснащено новой техникой. Более половины объёма промышленной продукции, как и в довоенные годы, давала нефтепереработка. В 1956 году объём продукции только грозненских заводов вдвое превышал объём продукции всего Дагестана или Северной Осетии.
Вся продукция нефтехимии и нефтепереработки в республике вырабатывалась грозненскими предприятиями. Также в Грозном вырабатывалось 90 % тепловой энергии республики, более двух третей машиностроительной продукции, около половины строительных материалов, около 80 % продукции лёгкой промышленности, более одной трети пищевой. В городе было сосредоточено более 70 % стоимости основных фондов и 70 % рабочих и специалистов, десятки крупных промышленных предприятий.
Город был главным производителем парафина в стране и производство этого продукта доходило до 30 % всесоюзного. Парафин производился на нефтеперерабатывающих заводах имени В. И. Ленина и А. Д. Шерипова. Грозненский биохимический завод выпускал растворители (ацетон, бутанол, этанол), кормовой витамин В12, премиксы, ацидофилин, лизин и пр. Чечено-Ингушский химический завод местной промышленности производил краски, эмали, олифу, мастику и другие товары бытовой химии.
В 1975 году был введён в строй Грозненский газоперерабатывающий завод, рассчитанный на переработку более 2 млн м³ попутного газа. Завод выпускал пропан, этан, изобутан, нормальный бутан, нормальный пентан, техническую углекислоту, газовый бензин, сухой газ. В окрестностях Грозного были погашены все газовые факелы, что улучшило экологическую обстановку.
Накануне Великой Отечественной войны была построена теплоэлектроцентраль имени Коминтерна (впоследствии ТЭЦ-1) — самая крупная на Северном Кавказе в то время. В 1952 году была построена Новогрозненская ТЭЦ-2 — первая и самая мощная на Кавказе электростанция высокого давления. В 1967 году вступила в строй ТЭЦ-3 — первая станция открытого типа. В 1980 году все электростанции города выработали около 2800 млн кВт-часов электроэнергии. Теплоцентрали вырабатывали в то время более 90 % всей электроэнергии.
Самым крупным машиностроительным заводом в городе был «Красный молот», который выпускал оборудование для нефтедобычи, нефтепереработки и нефтехимии. К началу 1990-х годов на заводе трудилось до 5 тысяч человек. Продукция завода экспортировалась в 34 страны. Выпускалось также примерно 80 наименований товаров народного потребления. В 1982 году во время своего визита в Чечено-Ингушетию завод посетил секретарь ЦК КПСС Иван Капитонов. В 1971 году завод был награждён орденом Октябрьской Революции.
Быстро росла транспортная инфраструктура. В 1974 году было построено второе трамвайное депо. Была расширена сеть трамвайных маршрутов и выросла доля двухпутных линий, появилось троллейбусное движение. Сеть асфальтированных дорог связала Грозный со всеми районными центрами республики. В 1973 году вступил в строй новый автовокзал, откуда началось регулярное движение в населённые пункты Чечено-Ингушетии и все крупные города Северного Кавказа.
В 1938 году был построен грозненский аэропорт. В 1977 году в аэропорту была сооружена бетонная взлётно-посадочная полоса, что позволило расширить число типов принимаемых самолётов и увеличить грузо- и пассажиропоток. В 1980-е годы грозненское авиапредприятие перевозило около 300 тысяч пассажиров в год. Авиалинии соединили Грозный почти с четырьмя десятками городов СССР.
В 1975 году в городе работало 6 городских телефонных станций, которые обслуживали 16,7 тысячи номеров. За годы десятой пятилетки число каналов междугородней телефонной связи более чем удвоилось, а число автоматически коммутируемых каналов выросло более чем в 4 раза. В квартирах горожан было установлено более 100 тысяч радиотрансляционных точек.
В 1980 году розничный товарооборот достиг 391 млн рублей и по сравнению с 1970 годом вырос в полтора раза.
В 1946—1960 годах было построено 1162,5 тысячи м² жилья, а в 1961—1980 годах — 1952 тысячи. К 1984 году жилищный фонд города составлял 5 млн м². Ускорение строительство происходило за счёт увеличения финансирования этой сферы и перехода к крупнопанельному домостроению. При этом рост государственного жилищного строительства сопровождался сокращением строительства частных домов.
В 1971—1980 годах капитальные вложения в здравоохранение Грозного составили 13 млн рублей. За этот период были возведены больницы на 470 коек и поликлиники на 3340 посещений в смену. Была построена больница скорой помощи. Среди грозненских врачей было 15 кандидатов наук и около 30 Заслуженных врачей Чечено-Ингушетии.
В этот период Грозный был одним из крупнейших промышленных, научных и культурных центров Северного Кавказа. В 1984 году в городе проживало 383,5 тысячи человек. Из них две трети было занято на промышленных предприятиях городах, которых насчитывалось 60. Кроме трёх вузов в городе работали 9 средних специальных учебных заведений, 11 научно-исследовательских учреждений, 82 школы, 30 технических училищ. Культурная сфера была представлена тремя театрами, филармонией, двумя музеями, десятками библиотек и кинотеатров. Местное телевидение вело цветные передачи по двум телеканалам. В городе насчитывалось 34 лечебно-профилактических учреждения, 25 женских и детских консультаций и поликлиник, в которых трудилось 1500 врачей и около 8 тысяч человек среднего медицинского персонала.

## Российская Федерация
До 2000 года в Чечне не было ни налоговой службы, ни казначейства. В период с 2001 по 2014 годы только из федерального бюджета в республику было направлено более 464 млрд рублей. В рамках федеральной программы восстановления экономики и социальной сферы поступило 41,5 млрд рублей, что позволило восстановить 71 школу, 70 медицинских учреждений, 48 км магистральных теплотрасс, 484 км электрических сетей, 428 объектов связи, 679 тысяч м² жилой площади и другие объекты.
По состоянию на 2008 год промышленность Грозного представлена следующими предприятиями:
- «Грознефтегаз»
- «Трансмаш»
- «Грозненский электромеханический завод»
- «Электропульт-Грозный»
- Грозненская экспериментальная мебельная фабрика
- Швейная фабрика «Беркат»
- Грозненский консервный завод
- 4 хлебозавода
- Кирпичный завод
- ДОК «Фагус»